# Rudolph Matas
Rudolph Matas (12 de septiembre de 1860 Nueva Orleans, Louisiana - 23 de septiembre de 1957 idem ).  Fue un prominente cirujano vascular estadounidense y un innovador médico que posteriormente serían de uso común en la Cirugía Vascular, siendo el primero en realizar en Estados Unidos la reparación de los aneurismas.

## Trayectoria
Nació fuera de Nueva Orleans en St. Charles Parish, el capo Carre, Louisiana. Hijo del médico Narcís Hereu Matas natural de Girona, España y de Teresa Jordá de Sant Feliu de Guíxols (Girona). Pasó gran parte de su infancia en Matamoros (México). Regresó a Nueva Orleans en 1877 para comenzar sus estudios de medicina en la Escuela Médica de la Universidad de Louisiana, ahora conocida como la Escuela de Medicina de la Universidad de Tulane. A los 17 años asistió como intérprete (dominaba ampliamente el idioma español) a la Comisión médica Hispano-estadounidense que estudió el origen de la fiebre amarilla en Cuba. A los 19 años recibió su título de médico en 1880 en Nueva Orleans. El Dr. Matas publicó las conclusiones del Dr. Carlos J. Finlay para erradicar la fiebre amarilla. Por ello fue encargado de llevar a cabo las mismas hasta la erradicación de la fiebre que producía la muerte con el vómito negro. 
Amplió estudios en las Universidades de Barcelona, París y Hamburgo.
Es considerado uno de los más distinguidos alumnos de Tulane, con 42 años de enseñanza en la escuela de medicina y una amplia gama de logros que ilustraron su carrera médica.

## Innovaciones médicas
Fue el primero en utilizar la anestesia espinal (Bloqueo epidural) en los Estados Unidos en 1889. Desarrolló la técnica de goteo intravenoso para el suministro de líquidos por la vía parenteral, así como la técnica de succión de sifón utilizada en las operaciones abdominales. Realizó la primera cirugía para reparar aneurismas. Además, fue el primero en realizar una operación de Kondoleon en la elefantiasis en los Estados Unidos. Muchas de sus publicaciones siguen siendo citadas a través de la década de 2000. William Osler le llama el Padre de la Cirugía Vascular. Fue miembro fundador de la Asociación Americana de Cirugía Torácica y miembro de su primer Concejo en 1917, sirviendo como su tercer presidente en 1919. Durante la Primera Guerra Mundial, dirigió la Escuela de los Estados Unidos para atención y tratamiento quirúrgicos de las fracturas de guerra, atendiendo las secuelas óseas y vasculares desconocidas en ese tiempo. [1] El Premio Rudolph Matas en cirugía vascular se creó en 2004 para reconocer "toda una vida de excelencia, los logros y contribuciones en el campo de Cirugía Vascular." [2 ]
Matas contribuyó en gran medida para Nueva Orleans, incluyendo la dirección del New Orleans Medical y Surgical Journal, apoyando activamente al Hospital de la Caridad (New Orleans) y trabajó como profesor de Cirugía en la Universidad de Tulane. Fue nombrado por el Times-Picayune como una de las personas que definieron New Orleans en el siglo 20. Un grupo de interés quirúrgico de la escuela se llama en su honor, Rudolph Matas Sociedad de Cirugía, así como la Biblioteca de Ciencias de la Salud Matas Rudolph. Irónicamente, la revista Science afirmó en su momento que "sus colegas se han sentido durante muchos años que consultando con él, podían extraer más información de su mente enciclopédica de lo que podrían obtener de una visita a una biblioteca". [3]
En 1960 el libro de Isidoro Cohn, se reveló que William Stewart Halsted había operado al Dr. Matas de "una masa" en 1903. [4] La historia de la famosa "operación secreta" del Dr. Matas "circuló en Nueva Orleans desde hace muchos años como una leyenda urbana". A la muerte de Matas, la autopsia reveló que el testículo derecho había sido extirpado quirúrgicamente hacía muchos años. [5] 
Rudolph Matas, a pesar de su contribución a la Cirugía Vascular, de ser un avanzado de su época y de realizar tratamientos y métodos exitosos de atención a pacientes quirúrgicos vasculares, jamás fue considerado para el Premio Nobel de Fisiología/Medicina.

## Muerte
El Dr. Matas murió el 23 de septiembre de 1957, a la edad de 97, dejando sus bienes a la medicina.

## Honores
La Escuela Primaria Rudolph en Metairie, Louisiana tiene el nombre en su honor.